# Lords of Doom
Lords of Doom è un videogioco di avventura grafica (a volte classificato come di ruolo) pubblicato nel 1990 per Amiga, Atari ST, Commodore 64 e MS-DOS dall'editrice tedesca Starbyte Software. È ambientato in una cittadina invasa da mostri tipici dell'horror, come lupi mannari e morti viventi, e la rivista Computer+Videogiochi lo ritenne simile per struttura e soggetto a Zombi, ma più elaborato.
Fu uno dei pochi giochi per Commodore 64 a supportare l'uso del mouse analogico.

## Modalità di gioco
Nella città deserta di Vertic, infestata dai mostri che hanno sterminato gli abitanti, il giocatore controlla una squadra di sopravvissuti, inizialmente composta da Sharon e Charlie e successivamente ampliabile a quattro persone con il ritrovamento di Susan e Abraham.
I personaggi si aggirano a piedi per la città abbandonata e devono raccogliere oggetti e informazioni, combattere i mostri e risolvere enigmi fino a sconfiggere le forze del male.
La città è formata da molti luoghi all'aperto e al chiuso (101 su Commodore 64, 130 su Amiga), ciascuno mostrato con visuale tridimensionale in prima persona fissa.
La schermata di gioco è divisa in cinque parti e l'interfaccia è basata su un puntatore. Sulla sinistra si hanno la visuale sulla scena attuale, una piccola area per i messaggi testuali, e i ritratti dei personaggi controllati, ciascuno con tre barre di stato che indicano l'attuale livello di fame, di sete e di energia vitale. Sulla destra si hanno una finestra di dettaglio sul personaggio attualmente selezionato, con l'inventario degli oggetti trasportati, e un'area con quattro icone di controllo.
I personaggi si possono spostare separatamente da un luogo all'altro, cambiando istantaneamente la visuale alla pressione di uno dei simboli delle quattro direzioni cardinali. Il giocatore può passare quando vuole da un personaggio all'altro, ovunque si trovino. Le icone permettono di esaminare o usare oggetti, ottenere informazioni generali, caricare/salvare la partita. I mostri possono apparire all'improvviso, uno alla volta, con un'animazione sulla scena, e attaccano il personaggio in tempo reale. Per combatterli è necessario prelevare un'arma dall'inventario e usarla ripetutamente.